# Regresa a Mí
"Regresa a Mí" é uma canção de Thalía, do seu álbum Arrasando. É seu maior sucesso até hoje em países europeus como República Tcheca, Eslováquia e Polônia. Como resultado de seu sucesso, Arrasando foi certificado como platina.

## Videoclipe
O videoclipe foi dirigido pelo diretor colombiano Simon Brand.

## Single
1. Regresa a mí (Album Version) - 4:27

### Versões oficiais e remixes
1. Regresa a mí (Album Version) - 4:27
2. Regresa a mí (Radio Edit) - 3:52

## Desempenho nas tabelas musicais

### Posições
| Chart (2001)                                 | Maior posição |
| -------------------------------------------- | ------------- |
| Estados Unidos (Billboard Hot Latin Songs)   | 19            |
| Estados Unidos (Billboard Latin Pop Airplay) | 12            |